# Anders Konradsen
Anders Ågnes Konradsen (Bodø, 18 luglio 1990) è un calciatore norvegese, centrocampista del KIL/Hemne.

## Biografia
È il fratello di Morten Konradsen, anch'egli calciatore professionista.

## Carriera

### Club
Konradsen iniziò la carriera con la maglia del Bodø/Glimt. Debuttò ufficialmente in prima squadra il 9 settembre 2007: sostituì Olof Hvidén-Watson, nel pareggio a reti inviolate contro il Tromsdalen. Il Bodø/Glimt, all'epoca in 1. divisjon, conquistò la promozione nell'Eliteserien alla fine della stagione.
Il 5 luglio 2008, così, esordì nella massima divisione norvegese: subentrò a Runar Berg nei minuti finali della sfida contro il Brann, persa 4-1. Il 30 luglio dello stesso anno siglò la prima rete tra i professionisti: la sua marcatura sancì infatti il 3-1 finale in favore della sua squadra sullo Haugesund, nell'edizione stagionale della Coppa di Norvegia. Il 28 giugno 2009 arrivò anche il primo gol nell'Eliteserien, nel pareggio per 2-2 in casa del Fredrikstad. Al termine della stagione, il Bodø/Glimt retrocesse nella 1. divisjon. Konradsen restò comunque in squadra e nel 2010 giocò 28 gare tra campionato e coppa, mettendo a referto 9 reti.
Il 13 gennaio 2011 fu ufficializzato il suo passaggio allo Strømsgodset. L'esordio con la nuova maglia fu datato 20 marzo, schierato titolare nella vittoria casalinga per 2-1 sul Sogndal. Il 17 aprile, realizzò la prima rete: andò a segno, infatti, nella vittoria per 5-2 sul Sarpsborg 08. Il 28 luglio, disputò il primo incontro nelle competizioni europee per club, venendo impiegato nella sconfitta per 2-1 sul campo dell'Atlético Madrid, in una sfida valida per l'Europa League 2011-2012. Rimase in forza allo Strømsgodset anche per la stagione successiva.
Il 25 gennaio 2013, passò a titolo definitivo ai francesi del Rennes.
Il 16 agosto 2015 firma un triennale con il Rosenborg.
Il 27 febbraio 2022 ha fatto ritorno al Bodø/Glimt, a cui si è legato con un accordo annuale. Ha lasciato il calcio professionistico al termine di quella stessa stagione.
Dopo un anno di inattività, il 15 gennaio 2024 ha ripreso a giocare per il KIL/Hemne, in 4. divisjon.

### Nazionale
Konradsen debuttò per la Norvegia in data 14 novembre 2012: subentrò a Ruben Yttergård Jenssen nel successo per 0-2 sull'Ungheria, in un'amichevole disputata a Budapest.
Il 7 maggio 2013, fu incluso nella lista provvisoria consegnata all'UEFA dal commissario tecnico Tor Ole Skullerud in vista del campionato europeo Under-21 2013. Il 22 maggio, il suo nome comparve tra i 23 calciatori scelti per la manifestazione. La selezione norvegese superò la fase a gironi, per poi venire eliminata dalla Spagna under 21 in semifinale. In base al regolamento, la Norvegia ricevette la medaglia di bronzo in ex aequo con i Paesi Bassi Under-21, altra semifinalista battuta.

## Statistiche

### Presenze e reti nei club
Statistiche aggiornate al 15 gennaio 2024.
| Stagione            | Club                | Campionato          | Campionato | Campionato | Coppe nazionali | Coppe nazionali | Coppe nazionali | Coppe continentali | Coppe continentali | Coppe continentali | Supercoppe | Supercoppe | Supercoppe | Totale | Totale |
| Stagione            | Club                | Comp                | Pres       | Reti       | Comp            | Pres            | Reti            | Comp               | Pres               | Reti               | Comp       | Pres       | Reti       | Pres   | Reti   |
| ------------------- | ------------------- | ------------------- | ---------- | ---------- | --------------- | --------------- | --------------- | ------------------ | ------------------ | ------------------ | ---------- | ---------- | ---------- | ------ | ------ |
| 2007                | Bodø/Glimt          | 1D                  | 7          | 0          | CN              | 0               | 0               | -                  | -                  | -                  | -          | -          | -          | 7      | 0      |
| 2008                | Bodø/Glimt          | ES                  | 8          | 0          | CN              | 4               | 1               | -                  | -                  | -                  | -          | -          | -          | 12     | 1      |
| 2009                | Bodø/Glimt          | ES                  | 26         | 2          | CN              | 2               | 0               | -                  | -                  | -                  | -          | -          | -          | 28     | 2      |
| 2010                | Bodø/Glimt          | 1D                  | 26         | 9          | CN              | 2               | 0               | -                  | -                  | -                  | -          | -          | -          | 28     | 9      |
| 2011                | Strømsgodset        | ES                  | 28         | 4          | CN              | 4               | 1               | UEL                | 2                  | 0                  | -          | -          | -          | 34     | 5      |
| 2012                | Strømsgodset        | ES                  | 29         | 1          | CN              | 5               | 3               | -                  | -                  | -                  | -          | -          | -          | 34     | 4      |
| Totale Strømsgodset | Totale Strømsgodset | Totale Strømsgodset | 57         | 5          |                 | 9               | 4               |                    | 2                  | 0                  |            | -          | -          | 68     | 9      |
| gen.-giu. 2013      | Rennes              | L1                  | 6          | 0          | CF+CdL          | 0               | 0               | -                  | -                  | -                  | -          | -          | -          | 6      | 0      |
| 2013-2014           | Rennes              | L1                  | 24         | 1          | CF+CdL          | 5+1             | 1+0             | -                  | -                  | -                  | -          | -          | -          | 30     | 2      |
| 2014-2015           | Rennes              | L1                  | 19         | 2          | CF+CdL          | 2+3             | 0+1             | -                  | -                  | -                  | -          | -          | -          | 24     | 3      |
| Totale Rennes       | Totale Rennes       | Totale Rennes       | 49         | 3          |                 | 11              | 2               |                    | -                  | -                  |            | -          | -          | 60     | 5      |
| ago.-dic. 2015      | Rosenborg           | ES                  | 9          | 4          | CN              | 2               | 0               | UEL                | 8                  | 0                  | -          | -          | -          | 19     | 4      |
| 2016                | Rosenborg           | ES                  | 26         | 4          | CN              | 6               | 0               | UCL+UEL            | 4+2                | 0                  | -          | -          | -          | 38     | 4      |
| 2017                | Rosenborg           | ES                  | 22         | 3          | CN              | 3               | 1               | UCL                | 4+5                | 0+1                | SN         | 1          | 0          | 35     | 5      |
| 2018                | Rosenborg           | ES                  | 18         | 5          | CN              | 3               | 2               | UEL                | 9                  | 0                  | SN         | 0          | 0          | 30     | 7      |
| 2019                | Rosenborg           | ES                  | 20         | 2          | CN              | 3               | 1               | UCL+UEL            | 7+3                | 5+0                | -          | -          | -          | 33     | 8      |
| 2020                | Rosenborg           | ES                  | 11         | 0          | -               | -               | -               | UEL                | 2                  | 2                  | -          | -          | -          | 13     | 2      |
| 2021                | Rosenborg           | ES                  | 16         | 2          | CN              | 2               | 1               | UECL               | 6                  | 0                  | -          | -          | -          | 24     | 3      |
| Totale Rosenborg    | Totale Rosenborg    | Totale Rosenborg    | 122        | 20         |                 | 19              | 5               |                    | 50                 | 8                  |            | 1          | 0          | 192    | 33     |
| 2022                | Bodø/Glimt          | ES                  | 7          | 0          | CN+CN           | 1+1             | 0               | UCL+UEL            | 5+0                | 0                  | -          | -          | -          | 14     | 0      |
| Totale Bodø/Glimt   | Totale Bodø/Glimt   | Totale Bodø/Glimt   | 74         | 11         |                 | 10              | 1               |                    | 5                  | 0                  |            | -          | -          | 89     | 12     |
| 2024                | KIL/Hemne           | 4D                  | 0          | 0          | CN              | 0               | 0               | -                  | -                  | -                  | -          | -          | -          | 0      | 0      |
| Totale              | Totale              | Totale              | 302        | 39         |                 | 49              | 12              |                    | 57                 | 8                  |            | 1          | 0          | 409    | 59     |

### Cronologia presenze e reti in nazionale
| Cronologia completa delle presenze e delle reti in nazionale ― Norvegia | Cronologia completa delle presenze e delle reti in nazionale ― Norvegia | Cronologia completa delle presenze e delle reti in nazionale ― Norvegia | Cronologia completa delle presenze e delle reti in nazionale ― Norvegia | Cronologia completa delle presenze e delle reti in nazionale ― Norvegia | Cronologia completa delle presenze e delle reti in nazionale ― Norvegia | Cronologia completa delle presenze e delle reti in nazionale ― Norvegia | Cronologia completa delle presenze e delle reti in nazionale ― Norvegia |
| Data                                                                    | Città                                                                   | In casa                                                                 | Risultato                                                               | Ospiti                                                                  | Competizione                                                            | Reti                                                                    | Note                                                                    |
| ----------------------------------------------------------------------- | ----------------------------------------------------------------------- | ----------------------------------------------------------------------- | ----------------------------------------------------------------------- | ----------------------------------------------------------------------- | ----------------------------------------------------------------------- | ----------------------------------------------------------------------- | ----------------------------------------------------------------------- |
| 14-11-2012                                                              | Budapest                                                                | Ungheria                                                                | 0 – 2                                                                   | Norvegia                                                                | Amichevole                                                              | -                                                                       |                                                                         |
| 7-2-2013                                                                | Siviglia                                                                | Ucraina                                                                 | 2 – 0                                                                   | Norvegia                                                                | Amichevole                                                              | -                                                                       |                                                                         |
| 19-11-2013                                                              | Molde                                                                   | Norvegia                                                                | 0 – 1                                                                   | Scozia                                                                  | Amichevole                                                              | -                                                                       |                                                                         |
| 27-5-2014                                                               | Saint-Denis                                                             | Francia                                                                 | 4 – 0                                                                   | Norvegia                                                                | Amichevole                                                              | -                                                                       |                                                                         |
| 31-5-2014                                                               | Oslo                                                                    | Norvegia                                                                | 1 – 1                                                                   | Russia                                                                  | Amichevole                                                              | 1                                                                       |                                                                         |
| 3-9-2014                                                                | Londra                                                                  | Inghilterra                                                             | 1 – 0                                                                   | Norvegia                                                                | Amichevole                                                              | -                                                                       |                                                                         |
| 12-11-2014                                                              | Oslo                                                                    | Norvegia                                                                | 0 – 1                                                                   | Estonia                                                                 | Amichevole                                                              | -                                                                       |                                                                         |
| 8-6-2015                                                                | Oslo                                                                    | Norvegia                                                                | 0 – 0                                                                   | Svezia                                                                  | Amichevole                                                              | -                                                                       |                                                                         |
| Totale                                                                  |                                                                         | Presenze                                                                | 8                                                                       |                                                                         | Reti                                                                    | 1                                                                       |                                                                         |

## Palmarès
- Campionato norvegese: 4

Rosenborg: 2015, 2016, 2017, 2018
- Coppa di Norvegia: 3

Rosenborg: 2015, 2016, 2018
- Supercoppa di Norvegia: 2

Rosenborg: 2017, 2018